# Rafael Ratão
Rafael Rogério da Silva, meglio noto come Rafael Ratão (Cascavel, 30 novembre 1995), è un calciatore brasiliano, attaccante del Cerezo Osaka in prestito dal Bahia.

## Caratteristiche tecniche
È un centravanti.

## Carriera
È cresciuto nelle giovanili del San Paolo, nel 2013 è stato acquistato dal Ponte Preta.
Ha esordito in prima squadra il 25 luglio 2013 in occasione del match di Coppa del Brasile perso 1-0 contro il Nacional-AM.

## Palmarès

### Club

#### Competizioni nazionali
- Campionato slovacco: 3

Slovan Bratislava: 2018-2019, 2019-2020, 2020-2021
- Coppa di Slovacchia: 2

Slovan Bratislava: 2019-2020, 2020-2021
- Ligue 2: 1

Tolosa: 2021-2022
- Coppa di Francia: 1

Tolosa: 2022-2023